# الاحتجاجات على حقوق الإجهاض في الولايات المتحدة عام 2022
نُظمت في الولايات المتحدة في شهري مايو ويونيو من عام 2022 سلسلة من الاحتجاجات المناهضة للإجهاض والمؤيدة لحقوق الإجهاض، وذلك بعد تسريب مسودة قرار لرأي الأغلبية في قضية المحكمة العليا بين دوبس ومنظمة جاكسون لصحة النساء، والتي من شأنها أن تسقط قضية رو ضد ويد وقضية كيسي ضد جميعة تنظيم الأسرة الأمريكية في حال تم الموافقة عليها.

## خلفية
أصدرت بوليتيكو بتاريخ 2 مايو، 2022، المسودة الأولى لرأي الأغلبية الذي كتبه القاضي سامويل أليتو، والتي قالت بوليتيكو أنها تحققت من صحتها. يمكن لهذه المسودة أن تسقط قضية رو ضد ويد وقضية كيسي ضد جمعية تنظيم الأسرة الأمريكية إذا ما وافق عليها الأغلبية ويتم بعد ذلك إصدار القرار بصيغته الحالية. وصف مشروع قرار أليتو قرار قضية رو بأنه «خطأ فادح من البداية»، لأن الإجهاض ليس مدرجًا في الدستور كحق محمي وهو يسمح بدلًا من ذلك للولايات أن تتخذ قرارًا بشأن القيود على الإجهاض أو الضمانات وفقًا للتعديل العاشر لدستور الولايات المتحدة.
حدثت العديد من الاحتجاجات بعد فترة قصيرة من إصدار الوثيقة في مدن في جميع أنحاء البلاد وأمام مبنى المحكمة العليا في العاصمة واشنطن، إلى جانب العديد من الأشخاص كمحامين وسياسيين ومجموعات من ٍالناشطين الذين تحدثوا علنًا عن المسودة المسربة.

## المواقع
وفقًا لصحيفة ذا هيل، فإن احتجاج الحرية الإنجابية (آر إي بّي) خطط لإضرابات في أكثر من 20 جامعة أمريكية، من ضمنها جامعة براون، وجامعة فلوريدا الدولية، وجامعة جورج تاون، وكلية هاملتون، وجامعة بيردو، وجامعة كاليفورنيا في بيركلي، وجامعة فيرجينيا وجامعة فيرجينيا كومنولث وجامعة فيرجينيا التقنية.

### وسط الغرب
شهدت إلينوي احتجاجات في بلومينغتون، وشيكاغو، وبيوريا، وروكفورد وسبرينغفيلد. بتاريخ 7 مايو، أكثر من 100 متظاهر من المدافعين عن حقوق الإجهاض اجتمعوا في مسيرة في وسط مدينة شيكاغو. تحدث كل من الحاكم جي بي بريتزكر ونائب الحاكم جوليانا ستراتون إلى الحشود في الساحة الفيدرالية. بتاريخ 14 مايو، تجمع آلاف المدافعين عن حقوق الإجهاض وقاموا بمسيرة في يونيون بارك بيفرلي في شيكاغو. في 20 مايو، خرج معظم الطلاب في مدرسة ليك فوريست الثانوية في ليك فوريست في احتجاج على مسودة قرار المحكمة العليا المسربة.
اجتمع أكثر من اثني عشر شخصًا عند نصب الحريات الأربع التذكاري في إيفانسفيل، إنديانا. في إنديانابوليس، تجمع المتظاهرون المؤيدون للإجهاض والمعارضون له خارج مبنى المحكمة الفيدرالية في وسط المدينة. اجتمع نحو 30 متظاهر خارج مبنى محكمة مقاطعة تيبيكانو في لافاييت، بمن فيهم ممثل الولاية كريس كامبل. في 22 مايو، عاد المحتجون إلى نصب الحريات الأربع التذكاري في إيفانسفيل.
حدثت احتجاجات في ولاية آيوا في سيدار رابيدز ودي موين. إضافة إلى ذلك، نظم نحو 100 طالب احتجاجًا في مدرسة نورث فيو الإعدادية في آنكي. نظمت منظمة أمريكيون من أجل العمل الديمقراطي في ولاية آيوا مسيرة في واترلو.
في ميشيغان، أقيم حدث آن آربر خارج المبنى الفيدرالي. حضر عشرات الأشخاص التجمع خارج مبنى محكمة ثيودور ليفين في الولايات المتحدة في ديترويت، بمن فيهم سينثيا إيه. جونسون ورشيدة طليب. احتشد نحو 250 شخص خارج مبنى محكمة مقاطعة كينت في غراند رابيدس. شارك ما يقارب 300 شخص في الاحتجاج في مبنى كابيتول ولاية ميشيغان في لانسينغ، من ضمنهم عشرة أشخاص مناهضين للإجهاض. تحدثت ستيفاني تشانغ في التجمع. نظمت شبكة عمل نساء ميشيغان التجمع خارج مبنى محكمة مقاطعة ميدلاند وحضرها 150 شخص تقريبًا. في 10 مايو، كان من المقرر أن يتحدث العديد من المحاورين في ساحة سبيريت الفيدرالية – من ضمنهم مقدمو خدمات الإجهاض ورئيس مجلس مدينة ديترويت. غادرت المدعية العامة لولاية ميشيغان دانا نيسل الحدث قبل تقديمها بعد أن قاطع المتظاهرون العديد من المتحدثين. في 14 مايو، تظاهر نحو 2000 محتج في حرم جامعة ميشيغان الجامعي في آن آربر، وتظاهر 500 شخص في وسط مدينة ديترويت. تظاهر المئات من المؤيدين لحق الحياة وحق الاختيار أمام مبنى بلدية غراند رابيدز.
في مينيسوتا، حدثت احتجاجات في مينيابوليس وسانت بول. في ولاية ميسوري، كان هناك احتجاجات في مدينة كانساس، سبرينغفيلد، وسانت لويس. وخرجت مظاهرة في أوماها بولاية نبراسكا.
شهدت أوهايو احتجاجات في سينسيناتي، وكولومبوس، ودايتون، وتوليدو ويونغستاون. إضافة إلى ذلك، تجمع الطلاب في حرم جامعة ولاية كينت في كينت. أكثر من ألف محتج خرجوا في حديقة ويلارد في كليفلاند، من أجل مسيرة ارفعوا الحظر عن أجسادنا في 14 مايو.
في ويسكونسن، خرجت المظاهرات في لاكروس، ماديسون وميلواكي. في 22 مايو، اجتمع متظاهرون من أجل حقوق الإجهاض في غرين باي.

### الشمال الشرقي
شهدت كونيتيكيت احتجاجات في بريدج بورت، ونيو هيفين ونورووك. تظاهر الطلاب وأعضاء الهيئة في حرم ماونت كارمل بجامعة كوينيبياك في هامدن. في ولاية مين، حدثت احتجاجات في بانغور وبورتلاند. إضافة إلى ذلك، أقام الطلاب تظاهرات في جامعة باتس في لويستون وفي مدرسة إدوارد ليتل الثانوية في أوبورن.
في بورتلاند، ولاية مين، تناقش عشرات الناشطين المؤيدين لحق الإجهاض مع 5 إلى 10 متظاهرين مناهضين للإجهاض في ميدان النصب التذكاري في 13 مايو.
في ماساتشوستس، شارك نحو 1000 شخص في التجمع في بوسطن كومون. خرج الطلاب المؤيدون للإجهاض والمناهضون له في الحرم الجامعي لجامعة هارفرد في كامبريدج. نظم احتجاج في لونغميدو في يوم عيد الأم. في نانتوكيت، تجمع الناس في برانت بوينت لايت. تجمع 30 شخص تقريبًا خارج مبنى البلدية في نورث آدامز. أقيم تجمع في نورثهامبتون في مبنى البلدية. حضر العمدة جوزيف بيتي الحدث في وورسستر، كما حضره أعضاء منظمة طرق نحو التغيير. سار طلاب من جامعة كلارك من الحرم الجامعي إلى مبنى محكمة وورسستر.
شهدت نيو هامبشير احتجاجات في مبنى المجلس التشريعي لنيو هامبشير في كونكورد.
في نيوجيرسي، خرج المئات في احتجاجات في مونتكلير وأمام مبنى محكمة مقاطعة سومرسيت في سومرفيل. إضافة إلى ذلك، اجتمع نحو 100 شخص خارج مبنى ناسو في حرم جامعة برينستون في برينستون. في 13 مايو، نظمت مجموعة من كبار السن تجمعًا حضرته عضوة مجلس الشيوخ السابقة عن ولاية نيوجيرسي لوريتا وينبيرغ في مركز بناء دار عجزة آربور تيراس في تينيك. في 14 مايو، تجمع المئات في حديقة ميندواسكين في ويستفيلد. في 16 مايو، أدى تجمع مؤيد لحقوق الإجهاض في مدرسة هاندرتون الثانوية الإقليمية المركزية إلى بعض العدوانية والتدافع بين الطلاب.
شهدت بنسلفانيا احتجاجات في ألينتاون، ولانكستر، وفيلادلفيا، وبيتسبيرغ. نظمت احتجاجات أيضًا في بروفيدنس، ورود آيلاند، وإسيكس جانكشن وفيرمونت. بتاريخ 14 مايو، تجمع نحو 1000 محتج حول مبنى مقاطعة بيتسبيرغ سيتي ونحو 150 شخصًا في بيثليهم (بيت لحم) لحضور حدث أرفعوا الحظر عن أجسادنا.